# Amore
Amore is een nummer van de Volendamse band BZN uit 1987.
De single werd uitgebracht na een turbulente periode waarin zangeres Carola Smit een herseninfarct kreeg. Het was de enige single van het album Visions.
Amore stond zeven weken in de Nederlandse Top 40, waar het de zesde plaats behaalde.